# Benzingia
Benzingia là một chi thực vật có hoa trong họ Orchidaceae. Chúng thuộc phân họ Epidendroideae. Đây là một chi mới được tạo ra với Chondrorhyncha, được đặt theo tên James D. Ackerman, một nhà phân loại học về Lan của Mỹ. Chúng thường được tìm thấy ở vùng núi Trung Mỹ và vùng tây bắc Nam Mỹ, từ Costa Rica đến Peru.

## Các loài
Tính đến tháng 5 năm 2012, đã ghi nhận được 9 loài thuộc chi này:
1. Benzingia caudata (Ackerman) Dressler – Peru (Cordillera del Cóndor), Ecuador
2. Benzingia cornuta (Garay) Dressler - Colombia, Ecuador
3. Benzingia estradae (Dodson) Dodson - Ecuador
4. Benzingia hajekii (D.E.Benn. & Christenson) Dressler – Peru
5. Benzingia hirtzii Dodson - Ecuador (Esmeraldas)
6. Benzingia jarae (D.E.Benn. & Christenson) Dressler – Peru
7. Benzingia palorae (Dodson & Hirtz) Dressler - Colombia, Ecuador
8. Benzingia reichenbachiana (Schltr.) Dressler - Costa Rica, Panama
9. Benzingia thienii (Dodson) P.A.Harding - Ecuador